# Tân Hội, Lâm Đồng
Tân Hội là một xã thuộc huyện Đức Trọng, tỉnh Lâm Đồng, Việt Nam.

## Địa lý
Xã Tân Hội có diện tích 23,45 km², dân số năm 2022 là 12.653 người, mật độ dân số đạt 539 người/km².

## Lịch sử
Ngày 30 tháng 10 năm 2000, Chính phủ ban hành Nghị định số 62/2000/NĐ-CP về việc thành lập xã Tân Thành trên cơ sở 2.270 ha diện tích tự nhiên và 5.326 nhân khẩu của xã Tân Hội.
Sau khi điều chỉnh địa giới hành chính, xã Tân Hội có 2.360 ha diện tích tự nhiên và 10.902 nhân khẩu.